# Trichadenotecnum innuptum
Trichadenotecnum innuptum är en insektsart som beskrevs av Betz 1983. Trichadenotecnum innuptum ingår i släktet Trichadenotecnum och familjen storstövsländor. Inga underarter finns listade i Catalogue of Life.